# Histoires comme ça

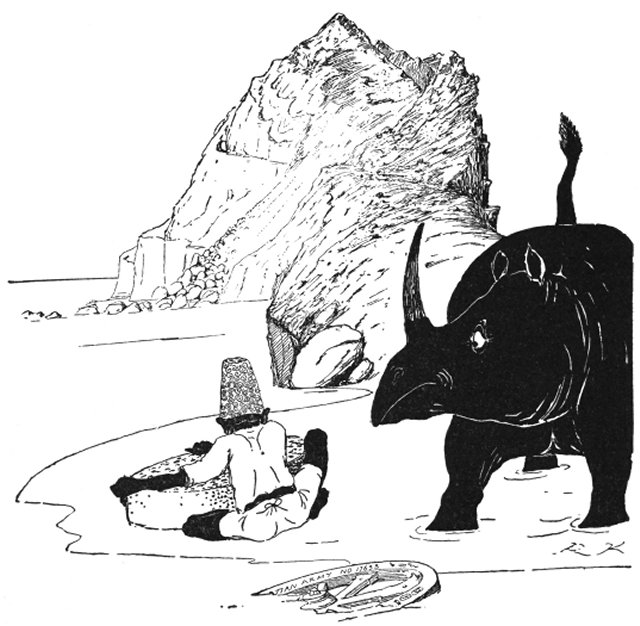
Une des illustrations originales de Kipling, provenant de How the Rhinoceros Got His Skin.

Les Histoires comme ça (Just So Stories for Little Children, souvent Just So Stories) sont des histoires pour enfants, écrites par l'auteur anglais Rudyard Kipling, publiées en 1902. Elles font partie de ses œuvres les plus connues. La traduction française fut réalisée par Robert d’Humières, Louis Fabulet et André Divault.

## Description
Les histoires, initialement publiées en 1902, étaient illustrées avec des estampes de Kipling lui-même. Les éditions suivantes furent enrichies par des illustrations provenant d'autres artistes.
Chaque histoire est accompagné d'un poème. Celui de The Elephant's Child est particulièrement connu :
I keep six honest serving-men
(They taught me all I knew);
Their names are What and Why and When
And How and Where and Who.
De nombreuses histoires sont adressées à sa « Mieux-aimée » (Best Beloved) car elles furent d'abord écrites pour la fille de Kipling, Josephine, qui décéda en 1899 des suites d'une pleurésie.
Les Histoires comme ça sont sans doute les plus connus des contes étiologiques contemporains, des récits ayant pour but de donner une explication (imaginaire) à un phénomène ou une situation courante.

## Liste desHistoires comme ça
- La Baleine et son gosier (How the Whale got his Throat).
- Comment le Chameau eut sa bosse (How the Camel got his Hump).
- Le Rhinocéros et sa peau (How the Rhinoceros got his Skin).
- Le Léopard et ses taches (How the Leopard got his Spots).
- L'Enfant d'éléphant (The Elephant's Child).
- La complainte du petit kangourou (The Sing-Song of Old Man Kangaroo).
- Le Commencement des tatous (The Beginning of the Armadillos).
- La Première lettre

- Comment s'est fait l'alphabet (How the Alphabet was Made).
- Le Chat qui s'en va tout seul (The Cat that Walked by Himself).
- Le Papillon qui tapait du pied (The Butterfly that Stamped).
- Le Crabe qui jouait avec la mer (The Crab that played with the Sea).

Même si elles ont été publiées au complet dans des collections, les histoires individuelles ont été publiées séparément, souvent en large format illustré, dans des éditions pour enfants.

## Traductions
Première traduction en français : Histoires comme ça, pour les petits, traduction de Robert d'Humières et Louis Fabulet, illustrations de Rudyard Kipling, Éditions Delagrave, Paris 15, 1946
Dernière traduction intégrale en français : Histoires comme ça, traduction de Laurence Kiefé, illustrations de Martin Jarrie, Grands classiques, 6e, Livre de Poche Jeunesse, 2007
Joan Cantalausa a traduit ce livre en occitan sous le titre Istòria atal.
L'histoire du chameau (Comment le chameau eut sa bosse ou How the camel got his hump en V.O.) a longtemps été considéré comme difficilement traduisible en français car basée sur un jeu de mots anglophone entre le mot hump (Bosse) et l'interjection Humph! par laquelle le chameau du conte (initialement sans bosse) marque son dédain pour toute espèce de domestication et de travail.
C'est Pierre Gripari qui connut le succès littéraire tardif avec ses contes pour enfants (La Sorcière de la rue Mouffetard) qui trouva une transposition- traduction satisfaisante en jouant sur l'interjection Bof! et le verbe familier « bosser » (pour « travailler »), altéré phonétiquement en « boffer ». La précédente traduction, de Louis d'Humières (en 1902) jouait sur l'assonance « bosse » / « cosse » (au sens de fainéantise, comme dans l'adjectif « cossard »), mais il s'agissait d'un argot passé de mode et non intelligible pour les enfants de la fin du XXe siècle.